# سوکه (مجارستان)
سوکه (به مجاری:  Szőke) یک منطقهٔ مسکونی در مجارستان است که در ناحیه پچ واقع شده‌است.